# 모리카와 조지
모리카와 조지(森川 ジョージ、본명：모리카와 츠네츠구 (森川 常次), 1966년 1월 17일 )는 일본의 만화가이다. ABO식 혈액형은 O형이다. 도쿄도 출신이며 코시가야 시립 호쿠요 중학교, 사이타마 현립 마쓰부시 고등학교를 졸업했다.
고단샤 전속으로 소년만화를 집필했으며, 대표작은 더 파이팅이다.

## 약력
1983년, 고등학교 재학 당시의 작품 "실루엣 나이트"로 만화가 데뷔를 한다. 1989년부터 주간 소년 매거진에서 더 파이팅을 연재했다. 이후 경력의 대부분을 이 작품을 집필하는 데 쓰고 있다.
2012년에는 단기 집중 연재로서 22년만의 신작 「만나러 갈게」 (원작: 노부미)의 제1화를 「주간 소년 매거진」2012년 31호에 발표했지만, 전 5화로 당초부터 고지되었음에도 불구하고 「첫걸음」과의 동시 연재에 지장이 생겨 휴재가 계속되어 완결된 것은 2014년 7호였다.

## 인물
초등 학교 시절 치바 테츠야의 해리스의 선풍을 읽고 만화가를 꿈꾸게 된다.권투는 정말 좋아하고 있었지만 존경하는 치바 테츠야가 복싱 만화를 그렸기 때문에 그 분야는 피하고 있었다고 한다.
데뷔 후에 연재한 이치야 NOW (一矢NOW)와 시그널 블루 (シグナルブルー) 두 작품이 연달아 연재 중단을 당한다. 모두 편집진의 뜻을 받아들여 이른바 타협의 형태로 시작한 작품이어서 충격도 컸다고 한다. 이미 처자가 있어 생활도 어려운 상황에서 이것이 안 된다면 만화가를 그만두겠다고 결심했고, 정말 자신이 좋아하는 분야의 작품을 그리고자 복싱을 소재로 한 "더 파이팅"을 집필하는 계기가 됐다.
복싱 체육관 "JB SPORTS"의 소유자이기도 하며, 회장도 겸임하고 있다. 낚시를 아주 좋아해 일주일에 하루는 취미로 낚시하는 날을 확보한다고 한다.
근년부터 매거진 지상에서의 권말 코멘트는 센류 (川柳)로 되어 있다.
사이타마현립 도다 쇼요 고등학교의 교장을 디자인했다.

## 작품 목록
- 인사이드 그래피티
- 실루엣 나이트
- 이치야 NOW (전2권)
- 시그널 블루 (전2권)
- 더 파이팅 (주간 소년 매거진, 연재 중, 144권)
- 만나러 갈게 (원작·노부미 『위를 향해 걷자! 』, 전 1권)

### 기타
- 다이아의 A (ダイヤのA)（제2기 제6,7화 엔딩 카드, 2015년)
- 아르술라네 전기 풍진난무(제5화 엔드카드, 2016년)
- UQ HOLDER! (제11화 엔드카드, 2017년)
- 링 매거진 (2019년 9월호 표지 일러스트)[3]
- 메이드 인 어비스 열일의 황금향 (제2화 엔드카드, 2022년)

## 기타 활동
- 고단샤 만화상·전형위원 - 제30회(2006년)부터 제34회(2010년)까지
- 일본 만화가 협회・상무이사

## 관련 프로그램
- TV 챔피언 소년만화 왕선수권 (1999년 7월 1일, TV도쿄) - 일자리를 찾은 선수들에게 출제.
- 출몰! 애드가크 천국「아야세」(2003년 5월 10일, TV 도쿄) - "JB SPORTS 복싱 짐" (당시에는 JB SPORTS CLUB)을 소개.

## 관련 인물
- 시게노 슈이치 (어시스턴트 출신)
- 사키 카오리 (어시스턴트 출신)
- 타카하시 나오토
- 후쿠시마 마나부
- 니시모토 히데오
- 헤이우치 나오코